# Richard Andersch
Richard Andersch (* 16. Februar 1868 in Berlin; † 4. Juni 1921 in Königsberg (Preußen)) war ein deutscher Gewerkschaftsfunktionär und Politiker (SPD).
Andersch machte nach dem Besuch der Volksschule eine Steindruckerlehre. Er trat der SPD und der Gewerkschaft bei. 1906 bis 1913 war er Arbeitersekretär in Kattowitz. Von Oktober 1913 bis 1914 war er Redakteur der „Freien Presse“ in Kattowitz. 1907–1909 war er Vorsitzender des Gewerkschaftskartells in Kattowitz und 1909 bis 1914 Vorsitzender der Agitationskommission Oberschlesien. 1909 nahm er als Delegierter am SPD-Reichsparteitag in Leipzig und 1919 am Reichsparteitag in Weimar teil. Bei der Reichstagswahl 1907 war er Kandidat der SPD im Reichstagswahlkreis Regierungsbezirk Oppeln 11, wurde aber nicht gewählt.
Im November 1918 war er Mitglied des Arbeiter- und Soldatenrats in Königsberg. 1919 bis 1920 war er Arbeitersekretär in Königsberg (Ostpreußen), wo er auch Stadtverordneter war. 1921 war er Gastwirt in Osterode in Ostpreußen.
1919 bis 1921 war er für den Wahlkreis Königsberg 9 (Königsberg) Mitglied im Provinziallandtag der Provinz Ostpreußen und dort stellvertretender Vorsitzender des Provinziallandtags. In der zweiten Wahlperiode war er 1921 bis zu seinem Tode für den Wahlkreis Allenstein (Kreis Osterode) erneut Mitglied des Provinziallandtags und stellvertretender Vorsitzender des Provinziallandtags. Nach seinem Tod rückte Johann Münnekhoff für ihn nach. 1920 bis 1921 war er auch Mitglied des vorläufigen Reichswirtschaftsrats.